# Аеродинамічні млини

Аеродинамічні млини - різновид млинів для подрібнення зернистих матеріалів, зокрема, корисних копалин, характерною ознакою яких є використання аеродинамічних ефектів. 
Класифікуються на млини струминного, вибухово-струминного і вибухового типів.
- Дія струминних млинів основана на використанні енергії газу або пари. Газ або пара під певним тиском подається у камеру ежектора, захоплює твердий матеріал, розганяє його до певної швидкості. Зерна матеріалу з дуже великою швидкістю рухаються у газовому струмені і руйнуються при ударі об відбійну плиту або у результаті взаємного зіткнення частинок при тангенціальній подачі потоку газу у камеру подрібнення, або при ударах зерен протилежно направлених струменів. Інколи вхідний струмінь газу підігрівають до температури при якій міцність подрібнюваного матеріалу мінімальна.
- Вибухово-струминний процес подрібнення оснований на використанні ефекту руйнування під дією внутрішніх сил розтягання матеріалів при миттєвому знятті з них зовнішнього тиску.
- Вибухове подрібнення реалізується на основі принципу створення надлишкового тиску в негерметичній посудині у результаті утворення газоподібних продуктів при вибуху. Подрібнення на вибуховій установці здійснюється за один цикл. Величина заряду підбирається експериментально такою, щоб у вибуховій камері утворився тиск газу близько 2 МПа при коефіцієнті викиду продуктів подрібнення не менше 80 %.

В порівнянні з кульовим подрібненням процес вибухового подрібнення характеризується більш високими продуктивністю і селективністю розкриття зерен корисних копалин та дещо меншими витратами енергії.